# 西村欣也
西村 欣也（にしむら きんや、1956年3月 - 2023年7月1日）は、日本のスポーツ記者。元朝日新聞社編集委員。大阪府出身。

## 略歴
早稲田大学法学部卒業後、報知新聞社に入社。1980年より読売ジャイアンツの番記者となり、主に当時ジャイアンツのエースピッチャーだった江川卓を担当する。その関係で江川とは懇意の仲となり、江川が引退後に出版した自叙伝「たかが江川されど江川」では共著者を務めている。ただし、いわゆる江川事件（空白の一日事件）については当時から一貫して批判的な立場で、特に江川が法学部出身であることから「法律を学んだものなら『空白の一日』なんて存在しないことは容易にわかったはずだ」と本人に直言している。
1990年に朝日新聞社に移る。1997年より運動部編集委員、1999年より編集局特別編集委員。同紙スポーツ面に署名入りエッセイ記事「EYE 西村欣也」を長年にわたり執筆している。定年により2016年2月27日でコラム終了。
主にプロ野球を専門としている。特に2004年のプロ野球再編問題では、球団経営陣による1リーグ化への推進に対して、再編反対の論陣を張り、注目を集めた。
2016年3月30日のテレビ朝日、ニュース番組「報道ステーション」で、プロ野球・読売巨人軍の選手が公式戦の試合前の円陣で行なう「声出し」に絡んで、選手間で現金のやり取りが行われていた問題について、「第三者委員会では限界があるんで司直の手に委ねるしかないのに、なぜそれをコミッショナーがしないかというと、読売グループの巨大な力を持っている方が圧力をかけている」とコメント。しかし、巨人は野球賭博問題が発覚した2015年10月、警視庁に相談し捜査を進めてもらっており、巨人は「西村氏のコメントは公知の事実を歪曲しているだけなく、何ら根拠のない発言」と抗議。番組では後日、「確認の取材も別途していませんでした」と謝罪した。
朝日新聞社には65歳までの再雇用制度があるが、その制度を使わず、2016年に60歳で退社。
2023年7月1日、67歳で死去。

## 著書
- 『たかが江川されど江川』（新潮社、1988年）※江川卓、玉置肇、永瀬郷太郎と共著
- 『朝日新聞が伝えたプロ野球』（小学館文庫、1999年） ISBN 4094167412
- 『神の領域を覗いたアスリート』（朝日新聞出版、2007年） ISBN 978-4022731296
- 『EYE 西村欣也』シリーズ （朝日新聞社電子書籍）
  - 1 プロ野球 海渡 メジャーへ
  - 2 プロ野球 再編 カウントダウン